# 长尖杜鹃
长尖杜鹃（学名：Rhododendron longifalcatum）为杜鹃花科杜鹃花属下的一个种。

## 扩展阅读
- 維基物種上的相關：长尖杜鹃